# Sisto Scilligo
Sisto Michele Scilligo (* 1911; † 1992) aus Formazza war ein italienischer Skisportler und war Angehöriger der 1934 gegründeten Gebirgsschule der italienischen Streitkräfte, der Scuola Militare di Alpinismo, aus der das heutige Centro Addestramento Alpino hervorging.

## Erfolge (Auswahl)
Scilligo gewann 1931 bei den Italienischen Meisterschaften die Silbermedaille im 18-km-Skilanglauf. Bei den Nordischen Skiweltmeisterschaften 1933 erzielte er bei der 4 × 10-km-Staffel zusammen mit Frederico De Zulian, Andrea Vuerich und Severino Menardi den fünften Platz.
Bei den Olympischen Winterspielen 1936 in Garmisch-Partenkirchen war Scilligo Mitglied der italienischen Siegermannschaft – seine Teamkollegen waren Enrico Silvestri, Luigi Perenni und Stefano Sertorelli – beim Demonstrationsbewerb Militärpatrouille.